# Hominina
Hominina – podplemię ssaków naczelnych z rodziny człowiekowatych (Hominidae).

## Cechy
Najważniejsze cechy tego podplemienia to:
- Poruszanie się po lądzie zamiast po drzewach
- pionowa postawa ciała
- poruszanie się na dwóch kończynach dolnych
- rozwinięte przeciwstawne kciuki

## Rodzaje
- Homo
- Paranthropus †
- Australopitek †
- Sahelanthropus †
- Orrorin †
- Ardipithecus †
- Kenyanthropus †